# 大屯火山群

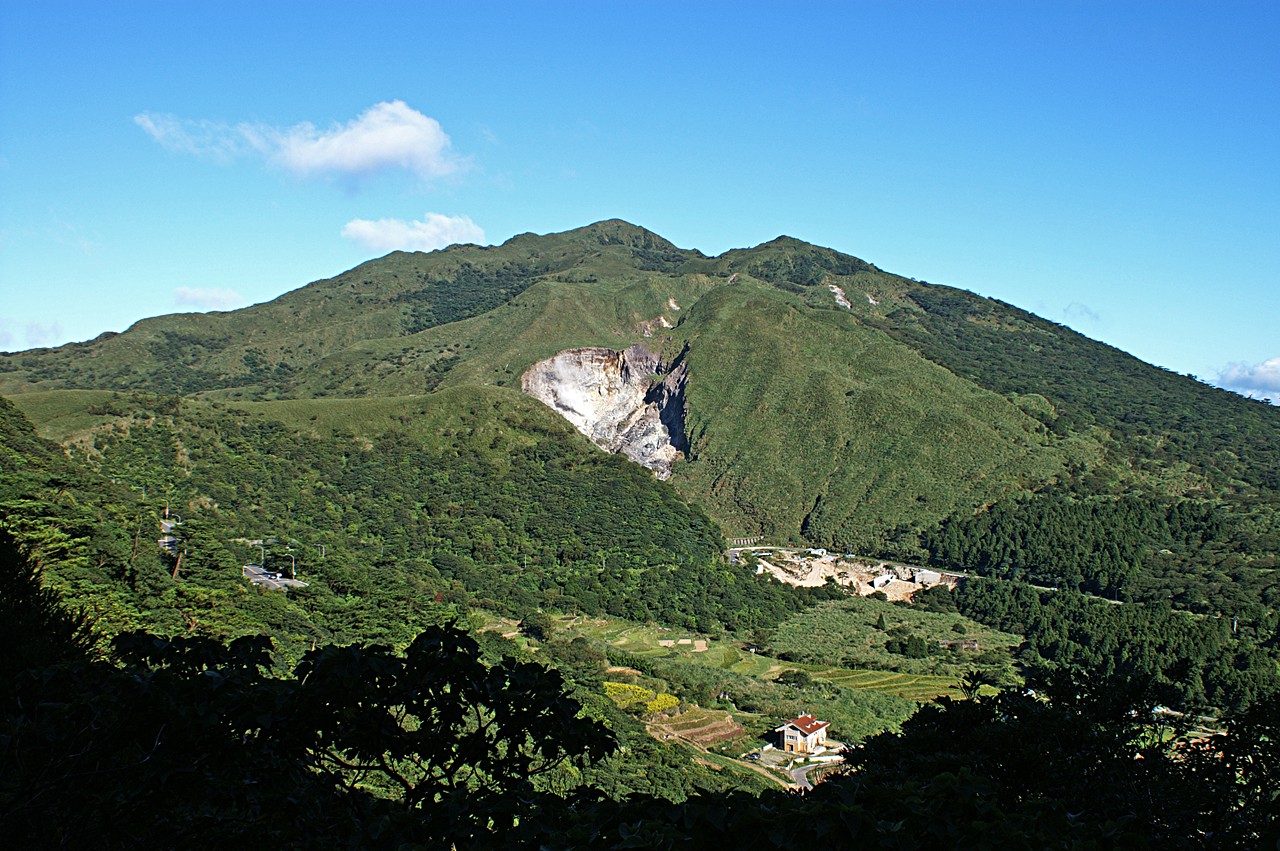
七星山為大屯火山彙的第一高峰、高度1120m。

大屯火山群，又稱大屯火山彙或大屯火山區，位於台灣北部，為活火山，其主體乃是由大屯火山群彙所構成的火山地形，為台灣主要的火山分佈區，地質構造多屬安山岩。火山外型多為錐狀或鐘狀火山體，其火山地形包括火山口、火山口湖與爆裂口等構成台灣北部獨特的地質地形景觀。

## 亞群
大屯火山群依火山體的岩性及層位關係，可分為幾個獨立的火山亞群：

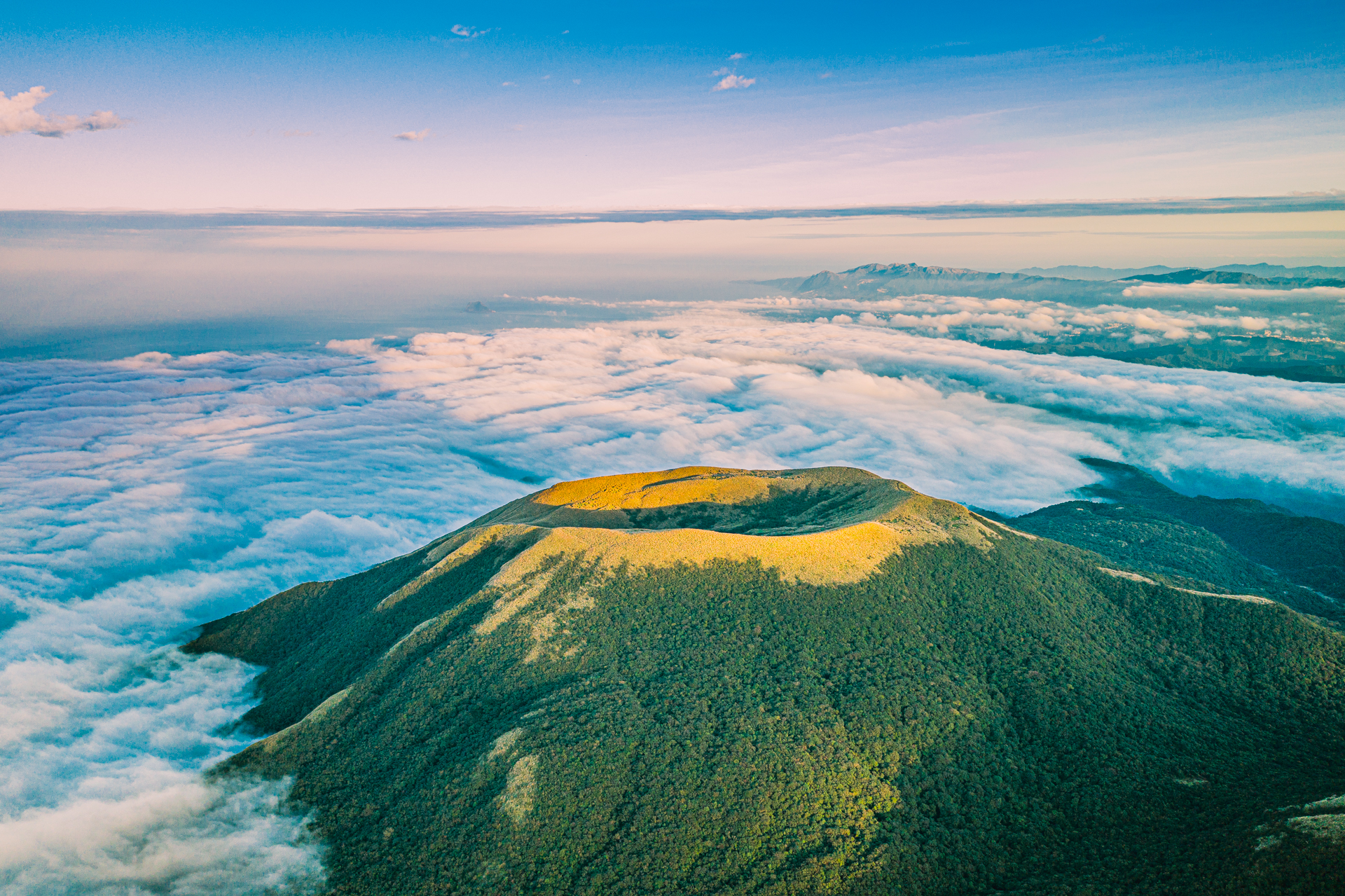
磺嘴山為錐狀火山

- 觀音山亞群：包括觀音山、觀音坑、萬年塔，以淡水河與大屯火山群相隔成一獨立火山體。[4]根據鐵鎂礦物斑晶含量的多寡可以分成三層：由老而新依序為：第一層為普通輝石玄武岩與普通輝石安山岩；第二層為兩輝安山岩；而第三層為紫蘇輝石安山岩及紫蘇輝石-角閃石安山岩[來源請求]。除這三層外，尚有萬年塔橄欖石玄武岩及觀音坑之黑雲母-角閃石-紫蘇輝石安山岩岩床等。
- 大屯山亞群：包括大屯山、南大屯山（大屯南峰）、面天山、燒庚寮、烘爐山。[4]錐形的大屯山約在50萬年前形成[來源請求]，其山形呈南北走向，四周坡度頗大，因河流的切割產生許多溪谷。岩性為夾有輝石及紫蘇輝石的角閃石安山岩。
- 竹子山亞群：包括的火山體有竹子山、嵩山、小觀音山等三座較大型的火山體，都由兩輝安山岩所構成。[4]
- 七星山亞群：包括了七星山、七股山、紗帽山及內寮山（竹篙山）等主要的錐狀火山體。[4]以七星山為中心，其他各火山圍繞在七星山四周，或是坐落在七星山較早期產生的熔岩台地上。這些火山體的共同特徵是，都由紫蘇輝石角閃石安山岩所構成[來源請求]。
- 磺嘴山亞群：以磺嘴山為代表，包括了周圍的大尖山、大尖後山、八煙山、荖寮湖山、[4]鹿堀坪山及南勢山（南勢湖山）等。[5]:137其中以磺嘴山錐狀火山的外形最吸引人們的注意，山上有明顯的火山口；此外，大尖山及大尖後山也有火山口構造；八煙山及荖寮湖山噴發時間較早些，噴出的熔岩都被後來的磺嘴山火山噴發物所覆蓋，只留下小型的火山丘。
- 湳子山亞群：包括了湳子山（八斗山）及八斗子山（八斗山321峰）兩座火山，這兩座火山相近且遠離其他亞群，組成一個獨立的亞群。[4]湳子山及八斗子山皆為山頂平坦的小型錐狀火山，火山口不明顯，皆由含黑雲母角閃石安山岩所構成，是大屯火山群中少數含有黑雲母礦物的火山。
- 丁火朽山亞群：只包含一座丁火朽山，獨立成一個火山亞群，位在新北市萬里區，與其他亞群相距甚遠。[4]丁火朽山由角閃石安山岩所構成，它有兩層熔岩流，下層的熔岩流是大屯火山群最老的一層熔岩流[來源請求]。

以上除了西部外圍的觀音山（位於新北市八里區）和東部外圍的湳子山、丁火朽山（位於新北市萬里區）之外，其餘亞群皆已納入陽明山國家公園轄區內。

## 噴發活動
依據陽明山國家公園資料指出，大屯火山彙主要分二階段噴發：
- 第一階段噴發由280萬年前持續到250萬年前，分為二期：
  - 第一期由280萬年前開始噴發，原始的丁火朽山噴出大量火山碎屑岩，堆積在中新世沉積岩上；
  - 第二期約在250萬年前，在今日的大磺嘴附近也有了噴發活動，形成原始的大屯山。

在第一階段噴發之後，大屯火山群沉寂了約170萬年，直至80萬年前，才開始第二階段的噴發。
- 第二階段噴發由80萬年前持續到20萬年前，分為三期：
  - 第一期是80萬年前至60萬年前，首先噴發的是竹子山亞群，分布極廣的熔岩流構成竹子山的底部，到了70萬年前，是大屯火山群噴發活動最猛烈的時期，幾乎所有的亞群均陸續噴發；
  - 第二期是指60萬年前至50萬年前，此時只有七星山、大屯山及磺嘴山還有噴發活動。除了七星山有大規模的噴發外，其他的活動均很小。
  - 最後一期是自50萬年前至20萬年前，只剩下大屯山亞群的烘爐山、面天山兩處噴發與七星山腰的寄生火山-紗帽山形成，之後整個大屯火山群的活動又進入了休止期。

## 火山活動觀測
大屯火山群的活動性在近年來普遍受到火山與地球物理學家、地質學家的關注。近年的火山沉積物調查發現，大屯火山群於最近的兩萬年中仍有持續活動的現象。目前已知的最後一次活動很可能在5,000~6,000年前，已符合國際火山學會的「活火山」定義，並非休火山。與此同時根據國立臺灣大學地質系教授楊燦堯研究，一、噴氣孔的噴發程度。二、氣體分析，大氣中氦4同位素含量約1，地殼中僅有0.1，而地函卻高達30左右。而大屯山噴氣孔採集的氣體含量介於4~7之間，表示大屯山區下方有地函物質。三、溫泉活動亦顯示大屯火山群的深部的岩漿庫仍舊存在。四、地震網監測該地區的地震活動亦顯示出明顯的熱液或是岩漿活動訊號。上述研究成果顯示大屯火山可能有火山活動。長期地殼變形監測也發現大屯火山群有明顯的垂直地殼變形，2008年至2009年間上抬約0.9公分。故大屯火山群的活動監測勢不容緩。因此，行政院國家科學委員會2010年底與陽明山國家公園管理處合作建置「火山爆發預警系統」以嚴密觀測大屯火山的活動，並作為研究、教學用平台。後續將布置大量監測站，以進一步監測大屯火山的活動，並提供台北居民預警。
- 2011年10月17日大屯火山觀測站正式於陽明山國家公園菁山自然中心啟用[12]。

- 2014年2月12日，中央氣象局地震測報中心指出，臺北市士林區凌晨發生的芮氏規模4.0地震。地震初判與大台北活動斷層山腳斷層無關，也不是大屯火山爆發的跡象，而屬岩漿冷卻過程中出現的「應力調整」，這是指在岩漿冷卻過程中，因熱脹冷縮原理，岩漿體積縮小產生空隙，上方岩石往下掉，造成塌陷，才發生地震[14]。

- 2018年1月17日，台北市北投區爆發芮氏規模5.7強震，深度140公里，交通部中央氣象局表示因震源深度過深，可能與大屯火山的活動較無關聯，但後續仍有待查證[15]。

中央科學研究院地球科學研究所研究員林正洪教授執行內政部國科會計畫長期監測大屯火山後，提出了下列幾項研究成果。

### 台北底下有岩漿庫
利用深層地震產生與震波前進方向振幅為前後P波、上下S波，因從固態岩盤通過液態岩漿庫，會產生P波延遲和S波消失的現象，原理與X光相似。比對出台北金山、萬里一帶地底約二十公里處有約70平方公里的岩漿庫。

### 火山特有地震形式
仔細分析地震監測網數據可發現，單頻水滴狀火山地震、多頻螺絲釘狀火山地震及超常週期的火山地震等火山特性地震。單頻水滴狀火山地震，可能是岩漿庫中火山氣體流動，激發岩縫震動，如同波動吉他的一條弦而產生的震動；多頻火山震動，則可能是氣體於兩個或以上的岩縫中快速流通所產生的震動，就如同和弦般有多頻率。常週期火山地震，可能反應岩漿庫的整體自由擾動。

### 無立即噴發危險
前氣象局長辛在勤認為，林正洪教授的研究只證明了大屯火山群在金山、萬里地下約二十公里處有岩漿庫，但並無法證明岩漿庫有往上昇(爆發預兆)或者正在冷卻的跡象。故民眾不需太過恐慌。

## 相關作品
中文小說
- 徐毅振《風臨火山》

## 外部連結
- 大屯火山觀測站 （页面存档备份，存于）
- 中央地質調查所全球資訊網（页面存档备份，存于）